# Smilax gigantocarpa
Smilax gigantocarpa là một loài thực vật có hoa trong họ Smilacaceae. Loài này được Koord. miêu tả khoa học đầu tiên năm 1911.